# جوش كوفمان
جوش كوفمان (بالإنجليزية: Josh Kaufman)‏ هو مغن مؤلف أمريكي، ولد في 9 نوفمبر 1976 في ساراسوتا في الولايات المتحدة.

## وصلات خارجية
- الموقع الرسمي